# 萩原三圭

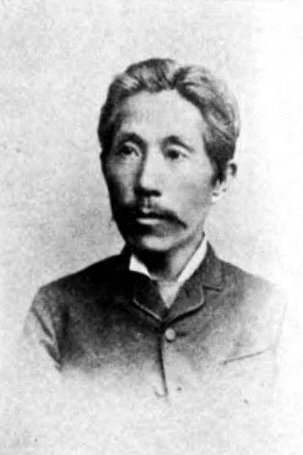
萩原三圭

萩原 三圭（はぎわら さんけい、1840年12月4日（天保11年11月11日）- 1894年（明治27年）1月14日）は、江戸時代土佐藩の医師、明治天皇の内親王の御典医。青木周蔵と並び、日本初のドイツベルリン大学医学生。諱は守教（もりのり）、また慮庵、象堂と号す。

## 来歴

### 生い立ち
町医・萩原静安（復斎）の嫡男として土佐国土佐郡一宮村（現在の高知県高知市一宮）に生まれる。母は田内氏の娘。生年月日とも「十一（土）」であるため「三圭」と洒落て雅号にした。
天保14年（1843年）、父静安がおこぜ組の獄に連座して高知城下の小高坂・潮江・井口・江ノ口の4村で禁足処分となり、香美郡深淵村（現在の香南市野市町深淵）へ転居したため、これに伴って深淵に移る。静安は嘉永3年5月25日（1850年7月4日）、土佐国幡多郡にて種痘を行いその医術の名声が広まり、万延元年12月26日（1861年2月5日）、禁足処分を解かれて三人扶持を下し置かれ、格式御用人格にて召し出され藩医となった。
安政3年（1856年）頃、三圭は高知城下で細川潤次郎に蘭学を学び、安政6年2月25日（1859年3月29日）、大坂の適塾で緒方洪庵に遊び、塾頭長与専斎と交誼を結んだ。土佐に戻って蘭学を教えるが、東洋のルソーといわれる中江兆民が三圭の門下生として学んだ。

### 長崎へ
慶応元年（1865年）、長崎に出て精得館（長崎養生所の後身）で、オランダ人医師のアントニウス・ボードウィンに師事し、慶応2年7月14日（1866年8月23日）からはコンスタント・ゲオルグ・ファン・マンスフェルトに就いて西洋医学を修めた。何礼之が元治元年（1864年）に長崎で開いた私塾（何礼之塾）でも学んだ。

### 留学
慶応3年5月20日（1867年6月22日）、長崎で当分御雇を以て御臨時御用を仰せ付けらるよう、後藤象二郎より命ぜられる。さらに同年6月15日（太陽暦7月16日）、洋夷修行方を仰せ付けられた。
戊辰戦争さなかの慶応4年8月20日（1868年10月5日）前後、三圭はプロシアで医学伝習のため、長州藩士・青木周蔵と共に長崎を出航した。明治2年1月（1869年2月下旬～3月上旬）、フランスの国都パリに着き、3か月留まったのちにドイツに到着し、日本人として初めてベルリン大学に留学した。

### 医学校の校長として
明治6年（1873年）7月、文部理事官・田中不二麿に随行していた欧州視察中の長与専斎と再会し、医学東校の解剖学教授として招聘され、ドイツ人解剖学者のヴィルヘルム・デーニッツを伴って帰国。文部省出仕を命じられ、医学校に奉職した。明治7年（1874年）12月、デーニッツと共に東京医学校教授（東京大学医学部の前身）に任ぜられたが、間もなく退官した。明治8年(1875年)、京都療病院に奉職し、明治12年（1879年）に附属医学校（京都府立医科大学の前身）の創設にあたってその監学（校長）となった。

### 旧藩主の典医として
明治14年（1881年）同校を辞して翌明治15年（1882年）東京に戻り、旧土佐藩主・山内豊範侯爵の主治医となった。この時、豊範の子山内豊景が病を得ており、他の医師がこれを治療できず生命の危機にあったところ、三圭によって快復を果たした。豊範は感謝して報酬を申し出たが、三圭はこれを再三固辞し「自分は豊範侯のおかげで学問の一端を修めることができたが、いまだその道半ばである。もし今回のことで報酬を受けられるのであれば、学問を最後まで全うしたい」と申し出、豊範もこれを許した。

### 再留学
明治17年（1884年）8月、三圭は再びドイツに留学し、森林太郎（森鷗外）・長與稱吉らと共にライプツィヒ大学で医学全科を学んだ。この時の留学メンバーは三圭と鴎外・長與に加え、片山国嘉・丹波敬三・田中正平・宮崎道三郎・隈川宗雄・穂積八束・飯盛挺造の合計10名。後に鴎外はこの10名を題材に「日東十客歌」を書いている。

### 皇太子・内親王の典医として
明治19年（1886年）、ドクトル（医学博士）の学位を得て帰国し、宮内省侍医局に奉職。明治20年（1887年）、明治天皇皇女・久宮静子内親王の侍医となり、皇太子明宮（大正天皇）、常宮昌子内親王、周宮房子内親王付き侍医に任ぜられた。
明治27年（1894年）1月14日死去。葬儀の列席者は数百人に及んだ。墓は東京の谷中霊園の乙3号15側6番にあり、「故侍医萩原三圭之墓」と彫られている。

## 家族
- 父：萩原静安（復斎）
- 母：田内氏の娘（亀）
  - 本人：萩原三圭（守教）
  - 前妻：某氏
  - 継妻：萩原そう
    - 長男：萩原午生（うまお）
    - 二男：萩原曾我雄（そがお）
    - 三男：萩原卯
    - 長女
    - 二女：山田光枝
    - 三女：池田いと

  - 弟：萩原良次郎（真斎）
  - 弟の妻：寿子
  - 妹：萩原薬子（乾正士の母[6]）、のち志田氏の妻

## 補註
1. 1 2  村瀬寿代「長崎におけるフルベッキの人脈」『桃山学院大学キリスト教論集』第36号、桃山学院大学総合研究所、2000年3月、63-94頁、ISSN 0286973X、NAID 110000215333。
2. ↑  『岩崎弥太郎日記』慶応3年(1867年)5月20日條「萩原静安ノ子三圭、当分御雇ヲ以、御臨時御用被仰付様、参政(後藤象二郎)より被命」
3. ↑  『岩崎弥太郎日記』慶応3年(1867年)6月15日條「萩原三圭、洋夷修行方被仰付之」
4. ↑  『鴎外留学始末』1999年、5項
5. ↑  明治16年と同21年の上申書からみた明治天皇皇子女夭折問題深瀬泰旦、日本医史学雑誌 第61巻第2号（2015）
6. ↑  “萩原三圭（はぎわらさんけい）”.   谷中・桜木・上野公園 路地裏徹底ツアー. 2005年6月5日閲覧。

## 門下生
- 中江兆民 - 藩校で萩原三圭より蘭学を学んだ